# 张海涛 (1963年)
张海涛（1963年5月—），辽宁彰武人，汉族，中国共产党党员。中华人民共和国政治人物、第十三届全国人民代表大会辽宁省代表。

## 生平
张海涛曾任沈阳铁路局副局长，2015年6月调任哈尔滨铁路局局长。2016年，沈阳铁路局原局长王占柱因辽宁拉票贿选案被撤职，张海涛回归沈阳局担任局长，后随着铁路局改制公司而继任为中国铁路沈阳局集团董事长。2018年，张海涛被选为辽宁省出席第十三届全国人民代表大会代表，同年5月调任中国铁路乌鲁木齐局集团董事长。2020年4月10日调任中国铁路西安局集团董事长，随即成为第十三届全国人大陕西代表团成员，2023年6月不再担任西安局集团董事长。